# Équipe de Belgique de football en 1997
Maillots
Chronologie
Saison précédente Saison suivante
L'équipe de Belgique de football dispute en 1997 les éliminatoires de la Coupe du monde en France.

## Objectifs
L'unique objectif pour la Belgique en cette année 1997 est la qualification pour la Coupe du monde.

## Résumé de la saison
En qualifications de l'Euro 1996, la Belgique se retrouve versée dans un groupe difficile et finit troisième, derrière l'Espagne et le Danemark, qualifiés. Cette élimination coûte sa place à Paul Van Himst qui est remplacé par l'ancien meneur de jeu de l'équipe durant les années 1970, Wilfried Van Moer. Ce dernier débute les éliminatoires de la Coupe du monde 1998 par deux victoires poussives contre la Turquie (2-1) et à Saint-Marin (3-0), suivies par une défaite cinglante (0-3) à domicile face aux Pays-Bas qui lui vaut d'être directement licencié. La Fédération belge engage Georges Leekens pour lui succéder, ce dernier parvenant à redresser la barre et à qualifier le pays pour la phase finale de la compétition après un barrage victorieux contre l'Irlande (1-1) et (2-1).

## Bilan de l'année
Deux défaites face à leurs voisins néerlandais relèguent les Diables Rouges à la deuxième place de leur groupe qualificatif et poussent ceux-ci aux barrages face à l'Irlande qu'ils remportent pour se qualifier pour leur 5e Coupe du monde consécutive et ainsi atteindre l'objectif fixé. D'autre part, les Belges se classent à la 41e position du ranking FIFA.

### Coupe du monde 1998

#### Éliminatoires (zone Europe, Groupe 7)
| Rang | Équipe         | Pts | J | G | N | P | Bp | Bc | Diff |  | Résultats (▼ dom., ► ext.) |     |     |     |     |     |
| ---- | -------------- | --- | - | - | - | - | -- | -- | ---- |  | -------------------------- | --- | --- | --- | --- | --- |
| 1    | Pays-Bas       | 19  | 8 | 6 | 1 | 1 | 26 | 4  | +22  |  | Pays-Bas                   |     | 3-1 | 0-0 | 7-1 | 4-0 |
| 2    | Belgique       | 18  | 8 | 6 | 0 | 2 | 20 | 11 | +9   |  | Belgique                   | 0-3 |     | 2-1 | 3-2 | 6-0 |
| 3    | Turquie        | 14  | 8 | 4 | 2 | 2 | 21 | 9  | +12  |  | Turquie                    | 1-0 | 1-3 |     | 6-4 | 7-0 |
| 4    | Pays de Galles | 7   | 8 | 2 | 1 | 5 | 20 | 21 | -1   |  | Pays de Galles             | 1-3 | 1-2 | 0-0 |     | 6-0 |
| 5    | Saint-Marin    | 0   | 8 | 0 | 0 | 8 | 0  | 42 | -42  |  | Saint-Marin                | 0-6 | 0-3 | 0-5 | 0-5 |     |

- Sélection directement qualifiée pour la Coupe du monde 1998
- Sélection barragiste

#### Barrages
| Équipe 1             | Résultat | Équipe 2       | Aller | Retour |
| -------------------- | -------- | -------------- | ----- | ------ |
| Croatie              | 3-1      | Ukraine        | 2-0   | 1-1    |
| Russie               | 1-2      | Italie         | 1-1   | 0-1    |
| République d'Irlande | 2-3      | Belgique       | 1-1   | 1-2    |
| Hongrie              | 1-12     | RF Yougoslavie | 1-7   | 0-5    |

### Classement mondial FIFA
| Classement | Équipe   | Score total (déc. 1997) | Points précédents (déc. 1996) | Évolution | Position        |
| ---------- | -------- | ----------------------- | ----------------------------- | --------- | --------------- |
| 39         | Jamaïque | 52                      | 48                            | +4        | en diminution   |
| 40         | Uruguay  | 51                      | 44                            | +7        | en augmentation |
| 41         | Belgique | 50                      | 44                            | +6        | en augmentation |
| 42         | Grèce    | 50                      | 46                            | +4        | en diminution   |
| 43         | Turquie  | 49                      | 48                            | +1        | en diminution   |

Source : FIFA.

## Les matchs
| Match amical                                                     | Irlande du Nord                                    | 3 - 0   | Belgique | Windsor Park Belfast, Irlande du Nord          |                                                |
| 11 février 1997 · 19:00 heure locale · Historique des rencontres | Quinn (en) 14e · Magilton 62e (pen.) · Mulryne 88e | (1 – 0) |          | Spectateurs : 7 126 Arbitrage : John Rowbotham | Spectateurs : 7 126 Arbitrage : John Rowbotham |
| 11 février 1997 · 19:00 heure locale · Historique des rencontres | Rapport                                            |         |          | Spectateurs : 7 126 Arbitrage : John Rowbotham | Spectateurs : 7 126 Arbitrage : John Rowbotham |

| Coupe du monde 1998 Éliminatoires - Groupe 7                  | Pays de Galles | 1 - 2   | Belgique                   | Cardiff Arms Park Cardiff, Pays de Galles                |                                                          |
| 29 mars 1997 · 19:00 heure locale · Historique des rencontres | Speed 67e      | (0 – 2) | Crasson 24e · Staelens 44e | Spectateurs : 14 650 Arbitrage : Christer Fällström (hu) | Spectateurs : 14 650 Arbitrage : Christer Fällström (hu) |
| 29 mars 1997 · 19:00 heure locale · Historique des rencontres | Rapport        |         |                            | Spectateurs : 14 650 Arbitrage : Christer Fällström (hu) | Spectateurs : 14 650 Arbitrage : Christer Fällström (hu) |

| Coupe du monde 1998 Éliminatoires - Groupe 7                   | Turquie   | 1 - 3   | Belgique             | Stade Ali-Sami-Yen Istanbul, Turquie             |                                                  |
| 30 avril 1997 · 20:30 heure locale · Historique des rencontres | Oktay 39e | (1 – 3) | Oliveira 13e 31e 45e | Spectateurs : 21 350 Arbitrage : Bernd Heynemann | Spectateurs : 21 350 Arbitrage : Bernd Heynemann |
| 30 avril 1997 · 20:30 heure locale · Historique des rencontres | Rapport   |         |                      | Spectateurs : 21 350 Arbitrage : Bernd Heynemann | Spectateurs : 21 350 Arbitrage : Bernd Heynemann |

| Coupe du monde 1998 Éliminatoires - Groupe 7                 | Belgique                                                        | 6 - 0   | Saint-Marin | Stade Roi Baudouin Laeken, Belgique           |                                               |
| 7 juin 1997 · 20:00 heure locale · Historique des rencontres | Staelens 16e 85e · Van Meir 26e · Mpenza 27e 45e · Oliveira 33e | (5 – 0) |             | Spectateurs : 24 105 Arbitrage : Pavlín Jirků | Spectateurs : 24 105 Arbitrage : Pavlín Jirků |
| 7 juin 1997 · 20:00 heure locale · Historique des rencontres | Rapport                                                         |         |             | Spectateurs : 24 105 Arbitrage : Pavlín Jirků | Spectateurs : 24 105 Arbitrage : Pavlín Jirků |

| Coupe du monde 1998 Éliminatoires - Groupe 7                      | Pays-Bas                               | 3 - 1   | Belgique            | Stade Feijenoord Rotterdam, Pays-Bas                |                                                     |
| 6 septembre 1997 · 20:00 heure locale · Historique des rencontres | Stam 32e · Kluivert 53e · Bergkamp 84e | (1 – 0) | Staelens 67e (pen.) | Spectateurs : 48 000 Arbitrage : Kim Milton Nielsen | Spectateurs : 48 000 Arbitrage : Kim Milton Nielsen |
| 6 septembre 1997 · 20:00 heure locale · Historique des rencontres | Rapport                                |         |                     | Spectateurs : 48 000 Arbitrage : Kim Milton Nielsen | Spectateurs : 48 000 Arbitrage : Kim Milton Nielsen |

| Coupe du monde 1998 Éliminatoires - Groupe 7                     | Belgique                                         | 3 - 2   | Pays de Galles                   | Stade Roi Baudouin Laeken, Belgique                 |                                                     |
| 11 octobre 1997 · 20:00 heure locale · Historique des rencontres | Staelens 4e (pen.) · Claessens 32e · Wilmots 39e | (3 – 0) | Pembridge 52e (pen.) · Giggs 61e | Spectateurs : 19 233 Arbitrage : Vítor Melo Pereira | Spectateurs : 19 233 Arbitrage : Vítor Melo Pereira |
| 11 octobre 1997 · 20:00 heure locale · Historique des rencontres | Rapport                                          |         |                                  | Spectateurs : 19 233 Arbitrage : Vítor Melo Pereira | Spectateurs : 19 233 Arbitrage : Vítor Melo Pereira |

| Coupe du monde 1998 Éliminatoires - Barrages                     | République d'Irlande | 1 - 1   | Belgique  | Lansdowne Road Dublin, Irlande                 |                                                |
| 29 octobre 1997 · 19:30 heure locale · Historique des rencontres | Irwin 6e             | (1 – 1) | Nilis 29e | Spectateurs : 32 305 Arbitrage : László Vágner | Spectateurs : 32 305 Arbitrage : László Vágner |
| 29 octobre 1997 · 19:30 heure locale · Historique des rencontres | Rapport              |         |           | Spectateurs : 32 305 Arbitrage : László Vágner | Spectateurs : 32 305 Arbitrage : László Vágner |

| Coupe du monde 1998 Éliminatoires - Barrages                      | Belgique                 | 2 - 1   | République d'Irlande | Stade Roi Baudouin Laeken, Belgique           |                                               |
| 15 novembre 1997 · 20:00 heure locale · Historique des rencontres | Oliveira 25e · Nilis 69e | (1 – 0) | Houghton 58e         | Spectateurs : 31 455 Arbitrage : Günter Benkö | Spectateurs : 31 455 Arbitrage : Günter Benkö |
| 15 novembre 1997 · 20:00 heure locale · Historique des rencontres |                          | Rapport | Connolly 82e         | Spectateurs : 31 455 Arbitrage : Günter Benkö | Spectateurs : 31 455 Arbitrage : Günter Benkö |

## Les joueurs
| Joueurs              | Joueurs             | Amical | QCM 1998 | QCM 1998 | QCM 1998 | QCM 1998 | QCM 1998 | QCM 1998 | QCM 1998 |
| -------------------- | ------------------- | ------ | -------- | -------- | -------- | -------- | -------- | -------- | -------- |
| Gardiens de but      |                     |        |          |          |          |          |          |          |          |
| Filip De Wilde       | Sporting Portugal   | 90     | 90       | 90       | 90       | 90       | 90       | 90       | 90       |
| Philippe Vande Walle | Germinal Ekeren     | r      | r        | r        | r        | r        | r        | r        | r        |
| Défenseurs           |                     |        |          |          |          |          |          |          |          |
| Dirk Medved          | Club Bruges KV      | 90     |          |          | r        |          |          |          |          |
| Bart De Roover       | K Lierse SK         | 90     | 90       | 90       | 90       |          | 65e      | r        |          |
| Philippe Albert      | Newcastle United    | 90     |          |          |          | 90 20e   |          |          |          |
| Geoffrey Claeys      | Feyenoord Rotterdam | r      | r        | 88e      |          |          |          |          |          |
| Bertrand Crasson     | SSC Naples          | r      | 90       | 90       | 74e      | 46e 14e  |          |          |          |
| Olivier Doll         | RSC Anderlecht      | r      |          | 57e      |          |          | r        |          | r        |
| Éric Van Meir        | K Lierse SK         |        | 90       | 90       | 90       | 90       |          | 90       |          |
| Rudi Smidts          | Royal Antwerp FC    |        | 90       | 57e      | 85e      |          | 90       |          |          |
| David Brocken        | K Lierse SK         |        | r        |          |          |          |          |          |          |
| Didier Dheedene      | Germinal Ekeren     |        | r        |          |          |          |          |          |          |
| Vital Borkelmans     | Club Bruges KV      |        |          | r        | r        | r        | 82e      | r        | 63e      |
| Gordan Vidović       | Excelsior Mouscron  |        |          |          | 90       | 90       |          | 90       | 63e      |
| Régis Genaux         | Udinese Calcio      |        |          |          |          | 46e      |          | 90 46e   | r        |
| Éric Deflandre       | Club Bruges KV      |        |          |          |          |          | 90       | r        | 90       |
| Mike Verstraeten     | Germinal Ekeren     |        |          |          |          |          | 65e      | 90 36e   | 90       |
| Glen De Boeck        | RSC Anderlecht      |        |          |          |          |          |          |          | 90       |
| Philippe Léonard     | AS Monaco           |        |          |          |          |          |          |          | 76e      |
| Milieux              |                     |        |          |          |          |          |          |          |          |
| Lorenzo Staelens     | Club Bruges KV      | 90     | 90       | 90       | 90       | 90       | 90 52e   |          |          |
| Franky Van der Elst  | Club Bruges KV      | 90     | 90       | 90 63e   | 85e      | 90       | 90       | 90       | 90       |
| Gert Verheyen        | Club Bruges KV      | 72e    |          |          |          |          |          | 88e      | 90       |
| Enzo Scifo           | AS Monaco           | 78e    | 80e      | 88e      |          | 76e      |          |          |          |
| Nico Van Kerckhoven  | K Lierse SK         | 86e    | 90       | 90       | 90       | 90       | 82e      | 90       |          |
| Marc Wilmots         | Schalke 04          | 80e    |          |          |          |          | 90       | 90       |          |
| Dominique Lemoine    | Excelsior Mouscron  | 78e    | 90       | 70e      | 90       |          |          |          |          |
| Gunther Schepens     | Standard de Liège   | 86e    |          |          |          | 87e      |          |          |          |
| Philip Haagdoren     | K Lierse SK         |        |          | r        | 74e ,    | r        |          |          | r        |
| Danny Boffin         | FC Metz             |        |          |          |          |          | 90       | 90       | 90       |
| Gert Claessens       | Club Bruges KV      |        |          |          |          |          | 68e ,    | r        | 76e      |
| Attaquants           |                     |        |          |          |          |          |          |          |          |
| Luc Nilis            | PSV Eindhoven       | 46e    |          |          |          |          | 68e      | 88e      | 89e      |
| Frédéric Pierre      | RWD Molenbeek       | 72e    |          |          |          |          |          |          |          |
| Nordin Jbari         | KAA La Gantoise     | 80e    |          |          |          |          |          |          |          |
| Émile Mpenza         | Excelsior Mouscron  | 46e    | 65e 64e  | 70e      | 74e      | 87e      |          |          |          |
| Luis Oliveira        | ACF Fiorentina      |        | 80e      | 90       | 90       | 90 16e   | 90 57e   |          | 90       |
| Mbo Mpenza           | Excelsior Mouscron  |        | 65e      |          |          |          | r        |          |          |
| Bob Peeters          | K Lierse SK         |        | r        | r        | r        | r        |          |          |          |
| Gilles De Bilde      | PSV Eindhoven       |        |          |          | 74e      | 76e      |          | 88e      |          |
| Dante Brogno         | Charleroi SC        |        |          |          |          |          | r        |          |          |
| Michaël Goossens     | Schalke 04          |        |          |          |          |          |          | 88e      | 89e      |

Un « r » indique un joueur qui était parmi les remplaçants mais qui n'est pas monté au jeu.
1. 1 2 3 4 5 6 7 8 9  Dernière sélection officielle pour le joueur.
2. 1 2 3 4 5 6 7 8 9  Première sélection officielle pour le joueur.
3. 1 2 3 4  Premier but officiel pour le joueur.

## Aspects socio-économiques

### Couverture médiatique
| Jour de diffusion | Match                      | Compétition    | Diffuseur francophone | Diffuseur néerlandophone |
| ----------------- | -------------------------- | -------------- | --------------------- | ------------------------ |
| 11 février 1997   | Irlande du Nord - Belgique | Amical         | RTBF                  | VTM                      |
| 29 mars 1997      | Pays de Galles - Belgique  | Coupe du monde | Canal+                | VTM                      |
| 30 avril 1997     | Turquie - Belgique         | Coupe du monde | Canal+                | VTM                      |
| 7 juin 1997       | Belgique - Saint-Marin     | Coupe du monde | Canal+                | VTM                      |
| 6 septembre 1997  | Pays-Bas - Belgique        | Coupe du monde | RTBF                  | VTM                      |
| 11 octobre 1997   | Belgique - Pays de Galles  | Coupe du monde | RTBF                  | VTM                      |
| 29 octobre 1997   | Irlande - Belgique         | Coupe du monde | Canal+                | VT4                      |
| 15 novembre 1997  | Belgique - Irlande         | Coupe du monde | RTBF                  | VTM                      |

Source : Programme TV dans Gazet van Antwerpen.

## Sources

### Archives
1. ↑  (nl) « Concentra online archief », sur krantenarchief.concentra.be, Mediahuis.

### Statistiques
1. ↑  « CLASSEMENT MASCULIN », sur fifa.com, FIFA, 23 décembre 1997 (consulté le 6 août 2021)